# Blunted on Reality
Blunted on Reality è l'album di debutto del gruppo dei Fugees, pubblicato il 1º febbraio 1994. Soltanto in seguito all'enorme interesse destato dall'album seguente, The Score, questo album è riuscito a vendere quattro milioni di copie in tutto il mondo.

## Tracce
1. Introduction – 1:14
2. Nappy Heads – 4:29
3. Blunted (interlude) – 6:49
4. Recharge – 5:10
5. Freestyle (interlude) – 1:08
6. Vocab – 5:02
7. Special News Bulletin (interlude) – 0:21
8. Boof Baf – 5:09
9. Temple – 4:03
10. How Hard Is It – 3:53
11. Harlem Chit Chat (interlude) – 0:50
12. Some Seek Stardom – 3:42
13. Giggles – 4:21
14. Da Kid From Haiti (interlude) – 0:59
15. Refugees on the Mic – 4:58
16. Livin Like There Ain't No Tomorrow – 4:00
17. Shout Outs From the Block – 9:18
18. Nappy Heads (remix) – 5:22

## Classifiche
| Classifica (2021) | Posizione massima |
| ----------------- | ----------------- |
| Grecia            | 43                |